# Cassistrellus
Cassistrellus és un gènere de ratpenats de la família dels vespertiliònids. Les espècies d'aquest grup són vespertiliònids de mida mitjana, amb avantbraços de 39–47 mm i un pes de 12–17 g. Viuen en boscos montans travessats per rius a la zona sensible de biodiversitat d'Indo-Burma. El nom genèric Cassistrellus, significa 'pipistrel·la amb casc' en llatí.